# Јевдокија Лопухина
Јевдокија Фјодоровна Лопухина (рус. Евдоки́я Фёдоровна Лопухина рођена 9. август 1669. у Москви, умрла 7. септембра 1731. године у Москви) је била прва супруга Петра Великог и руска царица. Последња је руска царица која је била Рускиња. Њен унук је такође био Цар Русије Петар II.

## Биографија
Једокија је била изабрана за невесту Цара Петра под наговором његове мајке Наталије. Венчали су се 1669. године и исте године родила сина, касније великог војводе Алексеја Петровича. Са Петром је добила још два сина: Александра (1692) и Павла (1693), али су умрли још у детињству. Међутим Петар Велики није важио за конзервативца и убрзо је замењује холандском лепотицом Аном Момс. Упркос томе, Јевдокија је и даље волела Петра. Он је покушавао преко рођака да Јевдокију пошаље у манастир што му није успевало. 1698. је коначно протерана из манастира у Судзаљу, али јој је игуман дозволио да још неко времена ту борави. Шта више нашла је љубавника, који ће касније бити погубљен.
Након тога, јевдокија и њен син Алексеј су постали противници Петровим реформама, и имали су присталице нарочито код црквених званичника. 1718. године Петар је кренуо у борбу против њих, и током потере сви епископи који су подржавали Алексеја су били погубљени, а Јевдокија је пребачена у манастир у Ладози. Након Петрова смрти и успона царице Катерине, Јевдокија је тајно пресељена у тврђаву Шлисељбург код Санкт Петербурга. 1727. године њен унук Петар II је дошао на руски престо. Јевдокија се вратила у бившу престоницу Москву, са великом помпом где је живела Новодевичном манастиру до своје смрти 1731. године.

## Породично стабло
|  |                            |  |  |  |  |  |  |  |  |  |  |  |  |  |  |  |
|  | Васили Лопухин             |  |  |  |  |  |  |  |  |  |  |  |  |  |  |  |
|  |                            |  |  |  |  |  |  |  |  |  |  |  |  |  |  |  |
|  |                            |  |  |  |  |  |  |  |  |  |  |  |  |  |  |  |
|  | Никита Васиљевич Лопухин   |  |  |  |  |  |  |  |  |  |  |  |  |  |  |  |
|  |                            |  |  |  |  |  |  |  |  |  |  |  |  |  |  |  |
|  |                            |  |  |  |  |  |  |  |  |  |  |  |  |  |  |  |
|  | Авраам Никитич Лопухин     |  |  |  |  |  |  |  |  |  |  |  |  |  |  |  |
|  |                            |  |  |  |  |  |  |  |  |  |  |  |  |  |  |  |
|  |                            |  |  |  |  |  |  |  |  |  |  |  |  |  |  |  |
|  | Иларион Аврамович Лопухин  |  |  |  |  |  |  |  |  |  |  |  |  |  |  |  |
|  |                            |  |  |  |  |  |  |  |  |  |  |  |  |  |  |  |
|  |                            |  |  |  |  |  |  |  |  |  |  |  |  |  |  |  |
|  | Јевдокија Лопухина         |  |  |  |  |  |  |  |  |  |  |  |  |  |  |  |
|  |                            |  |  |  |  |  |  |  |  |  |  |  |  |  |  |  |
|  |                            |  |  |  |  |  |  |  |  |  |  |  |  |  |  |  |
|  | Богдан Ртишев              |  |  |  |  |  |  |  |  |  |  |  |  |  |  |  |
|  |                            |  |  |  |  |  |  |  |  |  |  |  |  |  |  |  |
|  |                            |  |  |  |  |  |  |  |  |  |  |  |  |  |  |  |
|  | Јустиња Богдановна Ртищева |  |  |  |  |  |  |  |  |  |  |  |  |  |  |  |
|  |                            |  |  |  |  |  |  |  |  |  |  |  |  |  |  |  |
|  |                            |  |  |  |  |  |  |  |  |  |  |  |  |  |  |  |

## Потомство
- Алексеј Петрович (18. фебруар 1690 — 26. јун 1718)
- Александар Петрович (13. октобар 1691 — 14. мај 1692)
- Павле Петрович (1693—1693)